# Myśliborka
Myśliborka, lub też jako Myśliborska Struga (niem. Beeke, Mützelburger Beeke) – struga graniczna o długości 12,69 km uchodząca do Jeziora Nowowarpieńskiego – zatoki Zalewu Szczecińskiego.
Struga płynie w polskim województwie zachodniopomorskim w powiecie polickim i w niemieckim landzie Meklemburgia-Pomorze Przednie (powiat Vorpommern-Greifswald). Przepływa przez z Jezioro Myśliborskie Wielkie, następnie płynie przez osadę Myślibórz Mały i wzdłuż granicy między Polską a Niemcami, przemierza lasy Puszczy Wkrzańskiej oraz podmokłe łąki, łęgi i bagna. Brzegi częściowo trudno dostępne. Wpływa do Jeziora Nowowarpieńskiego nieopodal wsi Rieth po polskiej stronie granicy.